# Крёппелин, Клаус
Клаус Крёппелин (нем. Klaus Kröppelien; род. 29 июня 1958, Росток) — немецкий гребец, выступавший за сборную ГДР по академической гребле во второй половине 1970-х — первой половине 1980-х годов. Чемпион летних Олимпийских игр в Москве, двукратный чемпион мира, победитель многих регат национального и международного значения.

## Биография
Клаус Крёппелин родился 29 июня 1958 года в городе Росток, ГДР. Проходил подготовку в местном спортивном клубе «Форвертс».
Впервые заявил о себе в гребле в 1976 году, выиграв золотую медаль в парных четвёрках на мировом первенстве среди юниоров в Австрии. Год спустя получил бронзу на взрослом национальном первенстве ГДР.
Первого серьёзного успеха на взрослом международном уровне добился в сезоне 1979 года, когда вошёл в основной состав восточногерманской национальной сборной и побывал на чемпионате мира в Бледе, откуда привёз награду золотого достоинства, выигранную в зачёте парных четвёрок.
Благодаря череде удачных выступлений удостоился права защищать честь страны на летних Олимпийских играх 1980 года в Москве — вместе с напарником Йоахимом Драйфке занял первое место в мужских парных двойках и тем самым завоевал золотую олимпийскую медаль. За это выдающееся достижение по итогам сезона был награждён орденом «За заслуги перед Отечеством» в серебре .
После московской Олимпиады Крёппелин остался в составе гребной команды ГДР и продолжил принимать участие в крупнейших международных регатах. Так, в 1981 году в парных двойках он одержал победу на мировом первенстве в Мюнхене, став таким образом двукратным чемпионом мира по академической гребле.
В 1982 году на чемпионате мира в Люцерне выиграл в той же дисциплине серебряную медаль, проиграв в финале норвежскому экипажу.
В 1983 году Крёппелин и Драйфке выбыли из основного состава сборной, уступив на чемпионате ГДР своим главным конкурентам Томасу Ланге и Уве Хеппнеру.
Клаус Крёппелин рассматривался в качестве кандидата на участие в Олимпийских играх 1984 года в Лос-Анджелесе, однако Восточная Германия вместе с несколькими другими странами восточного блока бойкотировала эти соревнования по политическим причинам. Вместо этого он выступил на альтернативной регате «Дружба-84» в Москве, где стал лучшим в программе парных четвёрок.
Помимо занятий спортом служил в военно-морских силах Фольксмарине, после объединения Германии работал водителем автобуса.